# 275 av. J.-C.
Cette page concerne l'année 275 av. J.-C. du calendrier julien proleptique.

## Événements
- 11 avril (21 avril du calendrier romain) : début à Rome du consulat de Manius Curius Dentatus (pour la seconde fois) et Cornelius Lentulus Caudinus[2].
  - Censure de Fabricius Luscinus et Quintus Aemilius Papus, marquée par leur sévérité sur les mœurs et Publius Cornelius Rufinus, deux fois consul, est exclu du Sénat pour luxe excessif, car on avait trouvé chez lui dix livres de vaisselle d'argent[2].
- Printemps : 
  - Défaite de Pyrrhus à la bataille de Beneventum devant les Romains. Pyrrhus marche vers la Campanie. L’armée romaine de Curius Dentatus lui barre la route à Maleventum qui deviendra Bénévent en 268 av. J.-C.. Les troupes romaines font pleuvoir de multiples traits enflammés sur les éléphants qui se retournent sur les bataillons de Pyrrhus. Pyrrhus, vaincu, regagne Tarente, puis à l’automne, sous prétexte d’aller chercher des renforts, l’Épire (il meurt à Argos en 272 av. J.-C. lors d’un combat de rue). Son lieutenant, Milon, continue à occuper la citadelle de Tarente avec des forces importantes[3].
  - Vingt éléphants de guerre quittent Babylone pour l’Asie Mineure. Les troupes d’Antiochos Ier de Syrie battent les Galates, effrayés par les animaux, à la bataille des éléphants[4] (date discutée, entre 275 et 268 av. J.-C.[5]).

- Hiéron II est élu chef de l'armée à Syracuse après le départ de Pyrrhus[6].
- En Chine, victoire de Zhaoxiang, roi de Qin, sur Wei (40 000 soldats décapités)[7].

- Fête internationale des Nikèphoria à Pergame[8].

## Naissances
- Quintus Fabius Maximus Verrucosus, homme politique et militaire romain.
- Démétrios II, roi de Macédoine (date approximative).

## Décès
- Pyrrhon, philosophe grec, né à Élis en -365. Fondateur du scepticisme, il nie la possibilité pour l’homme d’atteindre la vérité et préconise le doute. Il aurait rencontré le gymnosophiste (sophiste nu) Calanos, sage revenu de l’Inde avec Alexandre.
- Archidamos IV, roi de Sparte.
- Chânakya, brâhmane et penseur indien (date approximative).
- Shen Dao, philosophe chinois (date approximative).